# Cesare Laurenti
Pour les articles homonymes, voir Cavallini.
Cesare Laurenti (Terracine, 15 juillet 1865 - Rome, 29 mars 1921) était un ingénieur italien.

## Biographie
Major du Génie naval, diplômé en ingénierie et mécanique navale à la Regia Scuola Superiore Navale de Gênes le 7 juin 1892, Cesare Laurenti en 1903 est affecté à l'Arsenal royal de Venise pour la construction de sous-marins (il est le concepteur de la classe Glauco en 1903) et est également fréquemment envoyé à l'étranger pour étudier les coques et les moteurs dans ce domaine.
Depuis les années 1890, Laurenti se consacre avec passion à l'étude des submersibles et des sous-marines. Son travail de vulgarisation et de stimulation de la construction de sous-marins pour la Regia Marina a été très important car, avec ses écrits dans la Rivista Marittima, il a sensibilisé et stimulé surtout les officiers de la Regia Marina à s'occuper professionnellement de ces moyens nouvellement inventés.
En 1905, il démissionne pour occuper le poste de directeur technique du Cantiere navale del Muggiano (chantier naval de Muggiano à La Spezia), où a été conçu en 1907 le sous-marin Foca, un concept totalement novateur par rapport au précédent Glauco.
Les sous-marins conçus par Laurenti sont nombreux et vendus à diverses marines. Ils ont été construits selon des critères totalement originaux. Leurs principales caractéristiques étaient une double coque solide et une grande réserve de poussée; en outre, ils étaient dotés de compartiments internes.

## Sources
- (it) Cet article est partiellement ou en totalité issu de l’article de Wikipédia en italien intitulé « Cesare Laurenti » (voir la liste des auteurs).